# Château d'Alex
Ne doit pas être confondu avec le Château d'Arenthon (Arenthon).
Le château d'Alex, dit aussi localement d'Arenthon, est une ancienne maison forte, du XIVe siècle, centre de la seigneurie d'Alex, érigée en comté en 1783, qui se dresse sur la commune d'Alex dans le département de la Haute-Savoie, en région Auvergne-Rhône-Alpes.

## Situation
Le château d'Alex est situé dans le département français de la Haute-Savoie sur un mamelon de la commune d'Alex. Il surveillait, sur la route d'Annecy à Thônes, le débouché du col de Bluffy et la vallée du Fier, faisant face au château de Dingy, disparu depuis.

## Historique
Au XIVe siècle, le château d'Alex relève des seigneurs des Clets, alors que les seigneuries voisines sont la possession de la famille de Menthon.
En 1340, le château est mentionné comme possession de famille d'Alex.
En 1383, Marguerite d'Alex, dernière membre de la famille, apporte en dot le château à Pierre d'Arenthon,, donnant naissance à la famille d'Arenthon d'Alex.
En 1420, François d'Arenthon, dans une reconnaissance qu'il détient du prince de Savoie, cite : « une maison forte rière Alex avec une pièce de pré et un curtil (jardin) un moulin et un battoir sur le rivage du court d'Alex avec éclos et appartenance ».
En 1541, au mois d'août, Pierre Favre, séjourne deux jours au château.
Jean d'Arenthon d'Alex naît au château d'Alex en 1620 ; il sera prince-évêque de Genève en 1661 et fera construire, en 1684, le grand séminaire d'Annecy.
À l'extinction de cette famille au début du XVIIIe siècle, avec Denis d'Arenthon d'Alex, capitaine au régiment de Tarentaise, président au Souverain Sénat de Savoie, Alex passe à la famille Favier, barons du Noyer, qui en 1772, le vende à François-Marie de la Fléchère,. Celui-ci verra ses terres d'Alex érigées en comté en 1783 par le roi de Sardaigne,.
À la suite de l'insurrection dans la vallée de Thônes au printemps 1793, dont Alex est l'un des points forts, François-Marie de la Fléchère mis à la tête des émeutes qui secoue Annecy au mois d'août et son massacre aux Marquisats, le château est confisqué puis vendu comme bien national. Se succèdent alors les familles Perravex, Laffin, Bardet, Gay, Duret. Entre 1884-1894, Philippe Gay, le nouveau propriétaire, en fait démolir la plus grande partie,.
En 1960, selon les témoignages, les propriétaires, des agriculteurs, se servaient des parchemins empilés dans des coffres en bois comme du papier toilette.
Il a abrité de juin 2001 à la fin de l'année 2014 la Fondation pour l'art contemporain Salomon. Depuis la fermeture de celle-ci le château a été mis en vente.
Le château d'Alex et ses abords sont inscrits sur la liste des monuments naturels et des sites par arrêté du 2 juin 1947.

## Description
Du château quadrilatère d’origine, il ne subsiste qu'une partie des logis, dont la tour carrée et une porte gothique ; les trois quarts ayant été fait démolir par le propriétaire entre 1884-1894.
Il se présente sous la forme d'un logis, orienté nord - sud, dont la partie basse abrite un oratoire voûté, encadré par deux tours quadrangulaires.
Un escalier à vis dessert des latrines doubles à chaque niveau.
Au début du XVIe siècle, le corps de logis a subi une importante campagne de construction ; la grande salle se voit dotée de nouvelles cheminées et d'un plafond, poutres et solives assemblées en trait de Jupiter, dont la mise en place a été datée de 1514 par dendrochronologie.
Une deuxième chapelle aménagée lors de la construction d'un nouveau corps de logis présente un plafond à caissons et un bénitier en pierre.
La cuisine comprend une cheminée dotée d'un large conduit, pourvue d'un support pour la crémaillère et d'un contrecœur destiné à protéger le sel de l'humidité.
Au décès de Denis d'Arenthon d'Alex en 1706, l'inventaire qui est dressé mentionne la présence à côté du cabinet des archives d'un cabinet servant à mettre les criminels et cite « des gros fers servant à mettre aux pieds des criminels ».

## Possesseurs successifs
- Famille d'Alex (1340)
- Famille d'Arenthon, puis d'Arenthon d'Alex (1383-début 18e s.)
- Famille Favier du Noyer (1706-1772)
- Famille de La Fléchère (1772)
- Famille Perravex (ap. Révolution)
- Famille Laffin
- Famille Bardet
- Famille Gay
- Famille Duret